# Daniel Ekvald
Daniel Magni Ekvald, född 1680 i Eksjö, död 1722, var en svensk häradshövding. 

## Biografi
Ekvald föddes 1680 i Eksjö. Han var son till rådmannen och handelsmannen Magnus i staden. Ekvald blev 1700 student vid Uppsala universitet och kom att arbeta som kronofogde i Skåne. Han blev senare häradshövding i Skåne och avled 1722.